# Loreto (Dinagat)
Loreto é um município de  quarta classe de renda municipal (d) na província Ilhas de Dinagat, nas Filipinas. De acordo com o censo de 1 de maio  de  2020 possui uma população de 9 690 pessoas e 2 427 domicílios.